# Spoorlijn La Teste - Cazaux-Lac
De spoorlijn La Teste - Cazaux-Lac is een gedeeltelijk opgebroken Franse spoorlijn in La Teste-de-Buch. De volledige lijn was 13,2 km lang.

## Geschiedenis
De lijn werd geopend door de Compagnie du chemin de fer à l'étang de Cazaux op 20 juni 1876. Personenvervoer tussen Le Courneau en Cazaux-Lac was er tot 30 juni 1934, tegelijk werd dit gedeelte gesloten voor goederenvervoer. Tot 1957 was er personenvervoer tussen La Teste en Le Courneau, sindsdien is de lijn alleen nog in gebruik voor militair vervoer naar de Base aérienne 120 Cazaux.

## Aansluitingen
In de volgende plaats is een aansluiting op de volgende spoorlijn:
La Teste
RFN 657 000 tussen Lamothe en Arcachon